# Scatophila quadriguttata
Scatophila quadriguttata är en tvåvingeart som först beskrevs av Johann Wilhelm Meigen 1830.  Scatophila quadriguttata ingår i släktet Scatophila och familjen vattenflugor. Arten är reproducerande i Sverige. Inga underarter finns listade i Catalogue of Life.